# Zapasy na Igrzyskach Ameryki Środkowej i Karaibów 1970
Turniej zapasów w ramach Igrzysk w Panamie w 1970.

## Tabela medalowa
|   | Państwo             |    |    |    | Razem: |
| - | ------------------- | -- | -- | -- | ------ |
| 1 | Kuba                | 8  | 1  | 1  | 10     |
| 2 | Panama              | 1  | 4  | 0  | 5      |
| 3 | Meksyk              | 1  | 3  | 2  | 5      |
| 4 | Wenezuela           | 0  | 2  | 3  | 5      |
| 5 | Gwatemala           | 0  | 0  | 2  | 2      |
| 6 | Wyspy Dziewicze USA | 0  | 0  | 1  | 1      |
| . | Reunion             | 0  | 0  | 1  | 1      |
|   | razem:              | 10 | 10 | 10 | 30     |

## Wyniki

### W stylu wolnym
| Waga   | Złoty             | Srebrny             | Brązowy         |
| ------ | ----------------- | ------------------- | --------------- |
| 48 kg  | Enrique Jiménez   | Miguel Alonso       | José Bravo      |
| 52 kg  | Wanelge Castillo  | Florentino Martínez | Miguel Tachin   |
| 57 kg  | Jorge Ramos       | Moisés López        | Luis Fuentes    |
| 63 kg  | Francisco Ramos   | Vicente Martínez    | Fenlon Díaz     |
| 69 kg  | José Ramos        | Segundo Olmedo      | Damian Martínez |
| 74 kg  | Francisco Lebeque | Gregorio Estribi    | Rafael Guerrero |
| 82 kg  | Lupe Lara         | Humberto Salazar    | Ivan David      |
| 90 kg  | Castor Gómez      | Máximo Ortega       | Pedro Nevares   |
| 100 kg | Francisco Lonchan | Raúl García         | Rodolfo Padron  |
| 130 kg | Felix Fonseca     | Alfonso González    | Otto Bollman    |